# Darijan Božič
Darijan Božič, slovenski skladatelj in dirigent, * 29. april 1933, Slavonski Brod, Kraljevina Jugoslavija, † 24. oktober 2018. Velja za enega najbolj prepoznavnih skladateljev po drugi svetovni vojni; presegal je tradicionalne meje umetnosti, se ukvarjal z zvočnimi kolaži, elektronsko glasbo, glasbenim gledališčem ter premoščal meje med klasičnim in džezovskim ustvarjanjem.
Oče Ivo Božič, major jugoslovanske vojske, mati Nuša Božič, r. Mrovlje, učiteljica.
Klasično gimnazijo in srednjo glasbeno šolo je obiskoval v Ljubljani. Na Akademiji za glasbo v Ljubljani je diplomiral iz kompozicije pri Lucijanu Mariji Škerjancu (1958) in iz dirigiranja pri Danilu Švari (1961). Sprva je bil violist orkestra Opere Slovenskega narodnega gledališča (1953–65) in orkestra Slovenske filharmonije (1965–68). L. 1967 se je kot štipendist Prešernovega sklada izpopolnjeval v Parizu in Londonu. V letih 1968–70 je bil dirigent asistent v ljubljanski Operi, 1970–74 umetniški vodja in direktor Slovenske filharmonije, 1972–74 tudi umetniški vodja Slovenskega okteta. Med leti 1975 in 1982 je deloval kot svobodni umetnik. Predaval je na Pedagoški akademiji Univerze v Ljubljani in na Pedagoški fakulteti Univerze v Mariboru. Leta 1988 je bil imenovan za rednega profesorja. Od l. 1995 do upokojitve l. 1998 je bil umetniški vodja in direktor SNG Opere in baleta v Ljubljani.
Bil je soustanovitelj modernistične skupine Pro musica viva, ki je organizirala koncerte sodobnih slovenskih skladateljev (prvi je bil 10. januarja 1962). S svojim radikalnim pristopom je presegel meje tradicionalnih oblik in institucij umetnosti, pri čemer so njegove simfonije postale ozvočena poezija, kantate zvočni kolaži, opere pa večdnevni multidisciplinarni projekti. Namesto da bi sledil svojim sodobnikom v iskanju ravnovesja med modernizmom in tradicionalnimi formami, je ustvarjal globoko poetski in raznolik glasbeni jezik. Njegova dela so zajemala tonalitetne in atonalitetne strukture, uporabo šuma, hrupa, elektronskih zvokov in kompleksnih zvočnih kolažev (collage sonore), ki jih je pogosto vključeval v naslove svojih skladb. Bil je med prvimi, ki so v svojih delih povezovali jazz in evropsko glasbeno tradicijo. Med obsežnejša vokalno-instrumentalna dela, pri katerih ni bil samo skladatelj, ampak tudi libretist, režiser in scenograf, sodita kantati Maximilien Robespierre in Canticulae vagi aves ter opere Ares-Eros, Lizistrata, Kralj Lear in Telmah. V glasbo je vpletal elemente jazza, scenske prvine in montažo elektronskih zvokov, obenem pa črpal iz literarnih del vrhunskih avtorjev, kot so Prešeren, Strniša, Cankar, Ovid in Shakespeare. Njegova glasba je pogosto družbeno in politično angažirana, kar dodatno zaostruje njeno sporočilnost in izziva poslušalce k aktivnemu premisleku.
Poleg skladanja se je ukvarjal tudi s teorijo opere ter raziskoval nove umetniške in družbeno angažirane oblike tega žanra. Prejel je več priznanj, med njimi Prešernovo nagrado leta 1977 in Kozinovo nagrado za življenjsko delo leta 2015.

## Življenjepis
Na Akademiji za glasbo v Ljubljani je leta 1958 diplomiral pri Lucijanu Mariji Škerjancu iz kompozicije in leta 1961 pri Danilu Švari iz dirigiranja. Izpopolnjeval se je v Parizu in Londonu. Najprej je bil zaposlen kot violist orkestra Opere SNG (1953-1964) in Slovenske filharmonije (1964-1968) in nato dirigent Opere SNG (1968-1970). V tem obdobju se je poročil z Marijo (Erceg) Božič, univ. dipl. arh. in postal oče trem otrokom: Tadeju Božiču, Gorazdu Božiču (l. 2017 prejemnik za življenjsko delo za več kot 20-letno delo na področju kibernetske varnosti) in dr. Mojci Božič Mijovski (specialistki medicinske biokemije in raziskovalke na področju motenj strjevanje krvi v UKC Ljubljana). Kasneje je bil umetniški vodja in upravnik Slovenske filharmonije (1970-1974). Od 1980 je bil profesor na Pedagoški fakulteti v Ljubljani, ter nato na Pedagoški fakulteti v Mariboru. Med letoma 1995 in 1998 je bil direktor ljubljanske Opere. Leta 1998 se je upokojil. 
Bil je častni član Društva slovenskih skladateljev in ustanovitelj Koncertnega ateljeja tega društva. Bil je tudi ustanovitelj Slovenskih glasbenih dnevov (1974), ki s krajšo vmesno prekinitvijo potekajo še danes, in Jazz centra Univerze v Mariboru (1992).

## Dela

### Scenska dela
Spoštovanja vredna vlačuga, opera, 1960.
Polinejkes - collage du drame, 1966.
Gluha okna, televizijski balet, 1967.
Jago, happening, besedilo Willi Heinrich po Williamu Shakespearu, 1967–1968.
Ares-Eros, glasbena drama, besedilo Darijan Božič, 1970.
Lizistrata, opera, besedilo Darijan Božič po Aristofanesu, 1975.
Kralj Lear, opera, 1985.
Telmah, opera, besedilo Darijan Božič po Williamu Shakespearu, 1990.
Ecce, Carniolus, multimedijalni projekt v treh delih, besedilo Darijan Božič.

#### Vokalno-instrumentalna dela
Protest song za glas, klavir, kontrabas in tri magnetofonske trakove, 1962
Šesta pesem iz ciklusa Blaznost za recitatorja, basovski klarinet, trobento in godalni kvintet, besedilo Gregor Strniša, 1965.
Collage sonore za altklarinet in 8 izvajalcev, 1966.
Polineikes, besedilo Dominik Smole, 1966.
Slovenske pesmi, kantata za napovedovalca, recitatorja, mezzosopran in orkester, 1972, revidirano 1975.
Bela krizantema, koncertantna drama za igralca, sopran, bariton in orkester, 1976.
Čenčarija za mladinski zbor in komorni orkester, 1977
Listi iz dnevnika - kantata za mladinski zbor, dva recitatorja, klavir, električne orgle in kontrabas, 1978
Maximilien Robespierre, koncertantna drama za dva igralca, mešani zbor in tolkala, 1978.
Štirinajsta, koncertantna drama za solo violončelo, štiri recitatorije, zbor in orkester, 1980.
Slovenska visoka pesem, koncertantna drama za igralca, igralko, mladinski zbor, magnetofonski trak in simfonični orkester, 1983.
Iz pesniške zbirke Mladost, kantata za mladinski zbor, igralca in skupino instrumentov, 1984.
Canticulae vagi aves, kantata za sole, zbor in simfonični orkester, 1987.
Sicrut laudaret Gallus - slavnostna uvertura za igralca in simfonični orkester, 1987.
Verzi in misli štirih - moški zbor, 2009.

#### Orkestralna dela
Koncert za klavir in orkester, 1956.
Koncert za alt saksofon in orkester, 1958.
Humoreska za rog in godala, 1959.
Koncert za pozavno in orkester, 1960.
Concerto grosso in Fa za soliste, tolkala, klavir in kontrabas, 1960.
Koncert za trobento in orkester, 1961.
Simfonija št. 1, 1965.
Audiografika za soliste z velikim godalnim orkestrom, 1971.
Audiospectrum, 1972.
Audiostructurae za klavir in orkester, 1973.
Koncertantna glasba, 1983.
Sicut laudaret Gallus, slavnostna uvertura za igralca in simfonični orkester, 1987.
Simfonija št. 2, 1994.

#### Komorna in solistična dela
Sonata in cool št. 1 za flavto in klavir, 1961.
Sonata in cool št. 2 za klarinet in klavir, 1962.
Pet krokijev za trobento, klavir in kontrabas, 1963.
Sonata in cool št. 3 za flavto, harfo in klarinet, 1965.
Elongacije za klavir solo in dvanajst instrumentov, 1967.
Pop art 1 za pet instrumentov in tri objekte, 1969.
Pop art 2 za godalni kvartet in magnetofonski trak, 1970.
Pop art 3 za godalni kvartet, 1971.
3D za trobento, rog in trombon, 1971.
ABA 72 za klarinet in klavir, 1972.
Glasbena slikanica za flavto, klavir, violino in violončelo, 1974.
Audiogem I–V za godalni kvartet, 1974–76.
Quaterni za trombon, klavir in metronom, 1976.
Audiogem 5 za komorni ansambel, 1976
Audiogem 8-10 za violino, violončelo in klavir, 1978.

#### Vokalna dela
Cikel Gospa (besedilo Neža Maurer, posvečeno Slovenskemu oktetu):
- Tu!
- Jesen
- Žalost
- Balada kot šanson
- Bel strah

Drumlca (priredba ljudske skladbe posvečena Slovenskemu oktetu)

#### Elektroakustična dela
Trije dnevi Ane Frank, 1963.
Requiem spominu umorjenega vojaka, mojega očeta, 1969.
To Duke, 1991.
Koncert za dva saksofona, 1994.
Pet portretnih krokijev, računalniška audiografika, 1995.
Tri glasbena dela za Gerry Mulligana - za 5 saksofonov in računalnik, 1996.

#### Filmska glasba
Čudoviti prah (1975)

#### Gledališke in baletne predstave
Peter Božič Vojaka Jošta ni
Gluha okna, balet
Mali mornarji, balet
Tragycos, balet

## Partiture
Audiogem V za komorni ansambel
Bela krizantema: koncertantna drama za igralca, dramatski sopran, bariton in orkester
Glasbena slikanica
Koncert za alt-saksofon in orkester
Lizistrata 75: opera - farsa v dveh dejanjih, štirih slikah
Simfonija

## Diskografija
Audiostructurae / Dialogi za oboo in godala / Concerto lirico (1975, gramofonska plošča)
Čenčarija (1981, zvočna kaseta)
Jugoslovenska muzička tribina I i Festival jugoslovenske muzike na radiju (1970, gramofonska plošča)
Kdo govoriti se boji o velikonočnih dneh (arr. Darijan Božič, Duša Počkaj – Šansoni, 1998, CD)
Muzički biennale Zagreb, 1975: međunarodni festival suvremene glazbe (1975, gramofonska plošča)
Requiem: spominu umorjenega vojaka - mojega očeta: za simfonični orkester in recitatorja na besedilo Edvarda Kocbeka, Jožeta Udoviča in Daneta Zajca (1971, gramofonska plošča)
Richardova Umetna Noga (arr. Darijan Božič, Duša Počkaj – Šansoni, 1998, CD)
S pesmijo okrog sveta (Slovenski oktet, zborovodja Darijan Božič, 1976, zvočna kaseta)
Slovenski skladatelji. 4, Darijan Božič, Jakob Jež (1976, zvočna kaseta)

## Prispevki
Anketa Sodobnosti VIII: Ali imamo glasbeno kritiko?
Anketa Sodobnosti XIII: Problemi slovenske glasbe — prvi del
Andrej Rijavec: Razsežnosti snovanja Darijana Božiča (Muzikološki zbornik, 1978;14)
Darijan Božič: Vertikalne strukture savremene muzike (Zvuk 1966;67:163–188 in 68:297–321)
Delo, 3.6.2015 (Intervju): Vedno sem najraje komponiral, drugo so bile službe
Jubilej jubilejev: ali prispevki za okroglo mizo o slovenski glasbeni ustvarjalnosti ta hip (Teorija in praksa, 1991;28(10/11), str. 1325-1332)
Gregor Pompe in Jaka A. Vojevec: Glasbenogledališki opus Darijana Božiča v kontekstu slovenske glasbenogledališke scene - izmik v literarno-dramsko v opreki z željo po institucionalnem (Amfiteater (Ljubljana), 2023;11(1), str. 232-250, 252-272)
Pro musica viva (dokumentarna oddaja, arhiv RTV Slovenije)